# Mananara Nord
Mananara Nord (também: Mananara Avaratra) é uma cidade à Madagascar com 30.000 habitantes. Ela fica na região Analanjirofo e é sede do Distrito de Mananara Nord.